# Floriano Martello
Floriano Martello (Roana, 1º febbraio 1952) è un ex pattinatore di velocità su ghiaccio italiano.

## Biografia
Nato nel 1952 a Roana, in provincia di Vicenza, a 24 anni ha partecipato ai Giochi olimpici di Innsbruck 1976, in 2 gare: nei 1000 m è arrivato 26º con il tempo di 1'26"54 e nei 1500 m 25º in 2'09"68.
Si è ritirato nel 1981, a 29 anni.